# Conseil constitutionnel (Kazakhstan)
Pour les autres articles nationaux ou selon les autres juridictions, voir Conseil constitutionnel.
Le Conseil constitutionnel, en russe « Қазақстан Конституциялық Кеңесі », est une institution kazakh créée par la section VI de la constitution du Kazakhstan.